# Межгорье (город)
Межго́рье (баш. МФА: Межгорьео файле) — город (с 1995 года) в Республике Башкортостан Российской Федерации. Является закрытым административно-территориальным образованием, образует городской округ ЗАТО Межгорье в составе двух обособленных микрорайонов: Межгорье-Центральное и Межгорье-Юго-Западное.

## Название
В начале XVIII века была основана деревня Ильмяш. Позднее была переименована в деревню Татлы. В 1930 году было образовано спецпоселение посёлок Кузъелга ГУЛАГ НКВД СССР, которое именовалось посёлком до 1979 года, а в последствии вошло в состав города.

## Физико-географическая характеристика
Состоит из двух частей: Центрального микрорайона (ранее д. Кузъелга, г. Уфа-105, г. Белорецк-16, пос. Солнечный) (54°14′20″ с. ш. 57°57′37″ в. д.) и Юго-Западного микрорайона (ранее д. Ильмяш, пос. Татлы, г. Белорецк-15) (54°03′ с. ш. 57°49′ в. д.), удалённых на расстояние 20 км друг от друга по прямой.
Межгорье-Центральное расположено в 226 км по автодороге к юго-востоку от столицы Республики Башкортостан города Уфы, в 83 км по автодороге к северо-западу от города Белорецка и в 163 км по автодороге к северо-западу от города Магнитогорска, на территории Южно-Уральского заповедника, у подножья горы Ямантау, на высоте около 500 метров над уровнем моря. Рядом протекает река Малый Инзер, в которую впадает река Большая Кузъелга.
Межгорье-Юго-Западное расположено в 203 км по автодорогам к юго-востоку от столицы Республики Башкортостан города Уфы, в 61 км по автодороге к северо-западу от города Белорецка и в 141 км по автодороге к северо-западу от города Магнитогорска, также на территории Южно-Уральского заповедника, у подножья горы Дунан-Суйган.
Для проезда на территорию Межгорья-Центрального необходимо иметь специальное разрешение — пропуск. Для въезда в Межгорье-Юго-Западного пропуск требуется номинально, де-факто свободный проезд.

## История
19 июня 1978 года ЦК КПСС и Советом Министров СССР было принято постановление № 487—152 о создании Южно-Уральского природного заповедника, тем же постановлением его территория была приравнена к районам Крайнего Севера с предоставлением соответствующих льгот лицам, проживающим и работающим в ней, один год работы (службы) приравнивается к 1,5 годам в обычных условиях, выплачивается районный коэффициент, а военнослужащим, занятым на строительстве специального объекта, надлежало «производить выплату полевых денег». Эти льготы были сохранены в указе Президента РФ от 8 июля 1995 года № 687 «Об утверждении границ закрытого административно-территориального образования — города Межгорье Республики Башкортостан», для всех работников города был установлен районный коэффициент 1,7 к заработной плате. Приведённые выше документы, а также решение заместителя председателя Совета Министров СССР от 22 июня 1979 года № ДС-22 и директива Центрального финансового управления Министерства обороны СССР от 25 июня 1979 года № 180/10-00361 являются секретными, по ним доступны только выписки.
Первые сообщения в местной прессе о строительстве, ведущемся в районе горы Ямантау, относятся к началу 1990-х годов. Газета «Белорецкий рабочий» выражала обеспокоенность качеством воды в реке Инзер и писала, что «Уральский горно-обогатительный комбинат Министерства металлургии СССР находится на территории заповедника <…> Ведомством построено два городка и разрабатываются залежи руды». По данным газеты, под юрисдикцией комбината находилось 220 из 2560 км² территории заповедника. В 1992 году объект посещала комиссия в составе двух народных депутатов и заместителя председателя комиссии Верховного Совета Республики Башкортостан по экологии и рациональному использованию природных ресурсов, после чего были опубликованы результаты исследования уровня фонового излучения на объекте, который, по словам комиссии, не представлял радиационной опасности.
В 1991 году в Белорецке-16 были введены в строй очистные сооружения мощностью 20 000 м³/сутки.
В 1992 году первый секретарь Башкирского обкома КПСС Мидхат Шакиров заявлял, что в горах строится убежище для первых лиц государства на случай войны.
В 1996 году начальник строительства объекта Л. А. Циркунов дал интервью местной газете, в котором утверждал, что Шакиров сделал поспешные выводы, так как мог видеть только подготовительную стадию работ, а будущее предназначение объекта объяснил как «хранилище продовольственных запасов и одежды Госрезерва». Поблизости был построен дробильно-сортировочный завод, так как в ходе строительства извлекалось большое количество камня, потребность в котором достаточно велика. По словам Циркунова, на объекте трудились военные строители и работники ФГУП «Управление строительства № 30».
В апреле того же года информация о работах появилась в газете New York Times, в статье автор анализировал сообщения местных и общероссийских газет и приводил мнения американских официальных лиц.
Игорь Сергеев, бывший в то время главнокомандующим РВСН, отрицал связь между строительством и его войсками.
Позже также оглашались данные Стратегического командования Вооружённых сил США о том, что в Ямантау находится секретный комплекс бомбоубежищ.
В газете «Сегодня» утверждалось, что объект связан с так называемой системой «Мёртвая рука».
Указом Президента Российской Федерации от 8 июля 1995 года присвоен статус города республиканского значения и ЗАТО.
По состоянию на 2001 год, было известно, что «строительство объектов и комбината на территории ЗАТО г. Межгорье не закончено», что подтверждается письмом секретаря Совета безопасности РФ от 2 марта 1999 года № 21-414, письмом руководителя дирекции № 10 НПО «Архей» от 6 апреля 1999 года № 543, справкой дирекции ; 10 НПО «Архей» от 10 апреля 2001 года № 100, письмом и. о. первого заместителя начальника Главного управления специальных программ Президента Российской Федерации от 28 июля 2000 года № А41/51-666. До середины 2000-х годов ЗАТО охранялся подразделениями военной части № 71111 9-го центрального управления Министерства обороны РФ, впоследствии эта функция была передана вневедомственной охране Росгвардии.
Косвенным свидетельством завершения строительства подземного объекта к 2007 году может служить демонтаж одного из цехов горно-обогатительной фабрики, во время проведения которого 24 апреля 2007 года погибли четверо рабочих. Также сообщалось о росте безработицы в Межгорье.
На 2018 год в Межгорье базировались специальное управление ФПС № 103 МЧС России, филиал «Войсковая часть 71111» ФКУ «Войсковая часть 33877», ФГУП «Управление строительства № 30», ФГБУЗ «Медико-санитарная часть № 142 ФБМА России».
В 2021 году Управление строительства № 30 решили передать компании АО «Трансинжстрой».

## Население
| 2000    | 2001    | 2002    | 2003    | 2005    | 2006    | 2007    | 2008    | 2009    |
| ------- | ------- | ------- | ------- | ------- | ------- | ------- | ------- | ------- |
| 19 900  | ↘19 400 | ↘19 082 | ↗19 100 | ↘18 100 | ↘17 500 | ↘16 800 | ↘16 600 | ↗17 319 |
| 2010    | 2011    | 2012    | 2013    | 2014    | 2015    | 2016    | 2017    | 2018    |
| ↗17 352 | ↗17 400 | ↘16 741 | ↗16 866 | ↘16 450 | ↘16 275 | ↘16 019 | ↘15 861 | ↘15 638 |
| 2019    | 2020    | 2021    | 2022    | 2023    | 2024    | 2025    |         |         |
| ↘15 603 | ↘14 493 | ↗15 697 | ↘15 192 | ↗15 394 | ↗15 476 | ↘15 475 |         |         |

На 1 января 2025 года по численности населения город находился на 757-м месте из 1124 городов Российской Федерации.
Согласно прогнозу Минэкономразвития России, представленному в 2018 году, численность населения в 2024 году оценивалась в 15,65 тыс. человек, а в 2025 — 14,76 тыс. человек.

### Национальный состав
Согласно Всероссийской переписи населения 2010 года: русские — 59,1 %, башкиры — 27,5 %, татары — 7,9 %, украинцы — 2,5 %, лица других национальностей — 3 %.

### Языковой состав
Согласно Всероссийской переписи населения 2010 года родными языками населения являлись: русский — 60,2 %, 
башкирский — 21,8 %, татарский — 4,3 %, не указавшие родной язык — 12,1 %.

### Переселение
Жителям ЗАТО периодически выделяются квартиры в центральной России, например, в Курске, Орле, Егорьевске, однако по закону несекретный процесс их распределения закрыт от гласности, что повлекло судебные тяжбы. По мнению администрации, это вызвано несовершенством федерального закона «О закрытом административно-территориальном образовании».

## Местное самоуправление
Структуру органов местного самоуправления городского округа ЗАТО Межгорье составляют:
- совет ЗАТО Межгорье — представительный орган городского округа;
- председатель совета ЗАТО Межгорье — глава городского округа;
- администрация ЗАТО Межгорье — исполнительный орган;
- контрольно-счётная палата ЗАТО Межгорье — контрольно-ревизионный орган.

## Экономика
Бюджет примерно на 70 % формируется за счёт федеральных субсидий и дотаций. Как минимум до 2005 года имелась серьёзная задолженность по налоговым платежам перед федеральным и республиканским бюджетом, с 2005 года ситуация стала выправляться, сбор налогов стал превышать установленные индикативные показатели.
| Дотации и субвенций бюджету ЗАТО Межгорье из федерального бюджета, тыс. руб. |        |        |       |         |         |         |         |         |         |        |         |         |         |         |
| Год                                                                          | 1997   | 1998   | 1999  | 2000    | 2001    | 2002    | 2003    | 2004    | 2005    | 2006   | 2007    | 2008    | 2009    | 2010    |
| Дотации на текущие расходы                                                   | 80 862 | 60 050 | 63679 | 145 625 | 189 166 | 140 473 | 216 798 | 242 029 | 234 047 | 80 934 | 128 191 | 150 912 | 161 174 | 171 650 |
| Субвенции на отселение                                                       | —      | —      | 3000  | 3000    | 10 000  | 12 400  | 22 624  | 35 007  | 37 010  | 17 817 | 26 180  | 30 003  | 32 043  | 34 126  |
| Субвенции на капитальные вложения                                            | —      | —      | 0     | 6000    | 11 615  | 18 371  | 34 103  | 30 087  | 42 500  | 78 542 | 78 513  | 90 347  | 96 490  | 102 762 |

В городе действуют 4 муниципальных унитарных предприятия, среди них:
- МУП «ЖКХ»,
- МУП «Межгорьевская геодезическая контора».

По инициативе депутата Госдумы России первого созыва В. А. Кулеши, в начале 90-х годов XX века в посёлке Татлы был размещён канатный цех Белорецкого металлургического комбината, давший сразу больше 100 рабочих мест страдавшему от безработицы ЗАТО.
Градообразующим предприятием Межгорья является ФГУП «Управление строительства № 30».

## Транспорт
Ближайшая железнодорожная станция с пассажирским сообщением Юша Куйбышевской железной дороги, расположена южнее Юго-Западного микрорайона. По станции следуют поезда № 675/676 Уфа — Сибай с прицепными вагонами Москва — Магнитогорск, № 345/346 Нижневартовск — Адлер, а также 2 пары электропоездов Белорецк — Инзер.
Действует автостанция в Центральном микрорайоне. В Юго-Западном микрорайоне в 2016 году автостанция была закрыта.
Согласно Закону РФ от 14 июля 1992 года № 3297-1 «О закрытом административно-территориальном образовании», лицам, прибывшим в ЗАТО Межгорье (включая Юго-Западный микрорайон) без разрешения или специального пропуска, полагается штраф.

## Образование

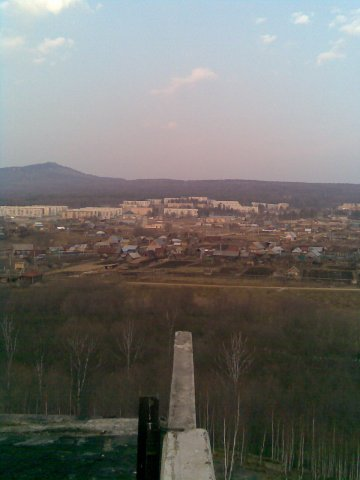
Вид на Юго-Западный микрорайон, гора Дунан-Суйган

В городе пять детских садов, три средних школы.
Дополнительное образование детям предоставляют 3 муниципальных учреждения:
- детская школа искусств;
- ДЮСШ «Юность»;
- центр внешкольной работы.

Работа детской школы искусств № 1 отмечена на федеральном уровне.
В центре психолого-медико-социального сопровождения «Логос» работают оздоровительно-профилактические классы и группа круглосуточного пребывания детей, оказавшихся в трудных социальных условиях.

## Здравоохранение
Работают две поликлиники: одна в Межгорье-Центральном, другая в Межгорье-Юго-Западном, три аптеки, амбулатория, стационар на 121 койко-место круглосуточного пребывания федерального государственного учреждения здравоохранения «Медико-санитарная часть № 142 Федерального медико-биологического агентства России».

## Культура
В Межгорье действуют 2 муниципальных учреждения культуры:
- МАУК «Центр культуры и досуга»;
- МБУК «Городская библиотека».

Эстрадно-фольклорный ансамбль «Раздолье» отмечен республиканскими премиями, является лауреатом Всероссийского телевизионного фестиваля «Играй, гармонь и пой!» (Магнитогорск, июнь 2012 г).
Открытый фестиваль авторской песни «Лесной микрофон» проводится на берегу реки Инзер с 2001 года.
В 2023 году в обоих микрорайонах открыли кинотеатры в подразделениях центра культуры и досуга.

## Религия
Православные храмы:
- Церковь Державной иконы Божией матери;
- Церковь Новомучеников и исповедников Церкви Русской[53]

Мечети:
- Мечеть Аль-Фатиха;
- Мечеть Ильмяш

## Памятники
- Стела к 40-летию со дня Победы в Великой Отечественной войне 1941—1945 гг.
- Монумент к 60-летию со дня Победы в Великой Отечественной войне.
- Поклонный крест.
- Памятник воинам-интернационалистам.
- Памятник первым строителям.

## Спорт
В Межгорье систематически физкультурой, спортом и туризмом занимаются 4070 человек (23,5 % от общего числа населения). В городе построены и действуют стадион, крытый ледовый корт, восемь спортивных залов, две освещённые лыжные трассы, шахматный клуб, тренажёрные залы. Есть хоккейный клуб «Строитель».
Ежегодно проводятся соревнования районного и республиканского масштаба, отмечаются лучшие физкультурники и спортсмены по итогам года.